# Luigi Serventi
Luigi Serventi (* 31. Juli 1885 in Rom; † 18. August 1976 ebenda) war ein italienischer Schauspieler und Stummfilmstar mit sporadischen Ausflügen zur Filmregie.

## Leben
Serventi studierte einige Semester Jura, brach aber das Studium ab, um Schauspieler zu werden. In den letzten Jahren vor dem Ersten Weltkrieg, mit Beginn der 1910er Jahre, wirkte er am Theater in Rom als Mitglied der Compagnia Stabile sowie am Teatro Argentina. 1912 versuchte sich Serventi erstmals beim Film und gehörte damit zu den ersten Theaterschauspielern seines Landes, die sich dieser neuen Kunstform zuwandten.
Der hochgewachsene Schauspieler mit dem dunklen Oberlippenbart spielte frühzeitig soignierter Herren von Welt, Gentlemen und Liebhaber in Filmromanzen, -dramen oder -melodramen. Zum Jahresbeginn 1923 folgte Serventi einem Ruf aus Deutschland und ließ sich in Berlin nieder. Dort wurde er bis Ende der Stummfilmzeit in einer Fülle von deutschen Produktionen eingesetzt, kehrte aber immer mal wieder nach Italien zurück oder spielte im Ausland (Tschechoslowakei, Frankreich). Das Ende des Stummfilmzeitalters bedeutete für Serventis Karriere einen massiven Knick. 1930 zog er sich nach der Eheschließung mit einer Österreicherin nach Tirol zurück. 
Vor die Kamera trat er nur noch zweimal, in Werken mit Tiroler Drehort und Weltkriegs-Hintergrund. Seine letzte Hauptrolle erhielt Serventi 1931 als Partner Luis Trenkers in Karl Hartls Drama Berge in Flammen. Dort verkörperte der Römer Trenkers alten, italienischen Freund Graf Arthur Franchini, der durch den Krieg zu dessen Gegenspieler wird. Mit der winzigen Rolle eines italienischen Stabsoffiziers in dem militaristischen Streifen Standschütze Bruggler stand Serventi 1936 das letzte Mal vor einer Filmkamera. Über seine späten Lebensjahre ist kaum etwas bekannt. Er lebte viele Jahre lang in Kitzbühel und kehrte erst hochbetagt nach Italien zurück.

## Filmografie
- 1912: Dal fango
- 1913: Il prezzo del perdono
- 1913: Bianco contro negro
- 1913: La barca nuziale
- 1914: Dopo il veglione
- 1914: I misteri del castello
- 1914: La fuga dei diamanti
- 1914: I cosmopoliti
- 1914: Passa la guerra
- 1915: La gelosia
- 1915: Il figlio della guerra
- 1915: L’idolo bianco
- 1915: L’ostacolo
- 1916: Mimi e gli straccioni
- 1916: Cavalleria rusticana
- 1916: Il re, le torri, gli Alfieri
- 1917: Napoleoncina (auch Co-Regie)
- 1917: Le mogli e le arance (auch Regie)
- 1917: La figlia del mare
- 1917: La Bohème
- 1918: Il padrone delle ferriere
- 1918: Il giardino della voluttà
- 1919: Noris
- 1919: La storia di una donna
- 1920: La bambola e l’amore
- 1920: Il mercanto di emozioni
- 1920: Il volto di Medusa
- 1920: La suprema bellezza (auch Regie)
- 1921: Il marito, la moglie, e...
- 1921: La mirabile visione
- 1921: La storia di una sigaretta
- 1922: Sterbende Völker (2 Teile)
- 1922: La ragnatela
- 1922: La cugina d’Alcantara
- 1923: Der Tiger des Zirkus Farini
- 1923: Bohème
- 1923: Bob und Mary
- 1923: Der Geldteufel
- 1923: Der Mann ohne Herz
- 1924: Königsliebchen
- 1924: La via del peccato
- 1924: La moglie bella
- 1924: Der Roman der Lilian Hawley
- 1925: Voglia tradire mio marito!
- 1925: Vyznavaci slunce
- 1925: Finale der Liebe
- 1925: Der Mann seiner Frau
- 1925: Die große Zirkuskatastrophe (Maciste nella gabbia dei leoni)
- 1926: Maciste, der Held der Berge (Il gigante delle Dolomiti)
- 1927: Die Ausgestoßenen
- 1927: Das Geheimnis von Genf
- 1927: Die raffinierteste Frau Berlins
- 1928: Die Königin seines Herzens
- 1928: Der Präsident
- 1928: Leontines Ehemänner
- 1928: Ein Mädel mit Temperament
- 1928: Pas sur la bouche
- 1929: Erotik (Erotikon)
- 1929: Die weißen Rosen von Ravensberg
- 1929: Das Mädchenschiff
- 1929: Der Straßensänger von Venedig (Il cantastatore di Venezia)
- 1931: Berge in Flammen
- 1936: Standschütze Bruggler